# Ring du centenaire
Le Ring du centenaire (en allemand : Jahrhundertring) est la production de L'Anneau du Nibelung de Richard Wagner réalisée en 1976 au Festival de Bayreuth par Pierre Boulez et Patrice Chéreau pour célébrer à la fois le centenaire du festival et la première exécution complète du cycle de la Tétralogie.
Cette production des quatre opéras du Ring, dont la première eut lieu en 1976, fut représentée chaque année de 1976 à 1980. Une captation fut réalisée en 1980.
Ce Ring est devenu mythique. Si, à la première, il fut hué pour sa modernité, sa conception établit ensuite une norme et la dernière reçut plus de cent rappels.

## Centenaire de l'Anneau du Nibelung
En 1974, Wolfgang Wagner, petit-fils de Richard Wagner et héritier de la direction du Festival de Bayreuth, devait choisir le directeur musical pour la saison 1976 : celle-ci marquait le centenaire de la première représentation complète de L'Anneau du Nibelung (souvent appelé simplement le Ring - l'Anneau), ensemble de quatre opéras constituant l'œuvre la plus complexe de Richard Wagner. Son choix se porta sur Pierre Boulez.
Ingmar Bergman, Peter Brook et Peter Stein refusèrent successivement la mise en scène. Boulez suggéra alors à Wolfgang Wagner le nom de Patrice Chéreau, un jeune homme de trente-et-un ans qui n'avait alors fait que deux mises en scène d'opéras,.
Le livret de Wagner se fonde sur l'Edda poétique, élaborée au viie siècle et connue par des manuscrits islandais, la Chanson des Nibelungen, poème germanique écrit aux alentours de 1200 et la Völsung saga, roman en prose du xiiie siècle.
La mise en scène de Chéreau situe délibérément l'action au xixe siècle, en pleine révolution industrielle : les dieux sont vêtus en bourgeois capitalistes et les Nibelung en prolétaires, représentation critique du capitalisme et de l'industrialisation. Les filles du Rhin sont des danseuses de Cancan ou des prostituées ; Wotan est en frac ; Siegfried  pénètre dans le palais des Giebichungen (humains) avec des vêtements en lambeaux et se confronte à un Gunther en jaquette et un Hagen en costume fripé, marquant la distance entre les deux mondes.
Patrice Chéreau propose une interprétation profonde et complexe de l'œuvre de Wagner, le révolutionnaire de 1848 : sur la liberté (Siegfried, créé libre par Wotan, mais inconscient de sa propre liberté), sur la richesse (l'or du Rhin) et le pouvoir (l'Anneau), sur les affrontements de classe (Dieux et Nibelungen) et l'amour (l'abjuration d'Alberich) en pleine Révolution industrielle, avec les mythes germaniques pour allégorie.
Chéreau fait entrer le théâtre à l'opéra : il demande aux chanteurs de jouer les sentiments ; « Ce premier jour [des répétitions], j'ai dû parler aux chanteurs des dangers du pléonasme. Je leur ai dit que la musique de La Walkyrie était souvent descriptive voire imitative […], tous les gestes et toutes les intentions y sont comptabilisés, il n'est pas jusqu'au verrou de la porte qui ne s'y trouve […] ». 
Il se débarrasse d'un siècle de traditions qui ont perdu leur sens. Les interprètes Gwyneth Jones et Jeannine Altmeyer expriment dans le making-of de la captation de 1980 combien cette mise en scène fut exigeante et combien elle rendait vivants des personnages d'opéra momifiés par la tradition. On a décrit la mise en scène comme un mélange de mélo, de messianisme socialisant à la George Bernard Shaw,
 et de psychodrame à la Strindberg.

## Accueil public et critique
La première de cette nouvelle production du Ring fit un scandale et provoqua presque une émeute, au point que l'écho s'en répercuta jusque dans les médias populaires. De nombreuses interprétations furent données à cette mise en scène ; on y vit même plus tard – de façon assez anachronique – une critique de la surexploitation des ressources terrestres.
Winifred Wagner, la matriarche du clan Wagner, mère de Wolfgang, détestait tous les aspects tant musicaux que scéniques de cette production, mais, disait-elle alors, « ne vaut-il pas mieux être en colère que s'ennuyer ».
Un critique de la BBC, dans une analyse discographique, reprochait à Boulez ses « tempos brutaux », et « son manque omniprésent d'expressivité » tandis que d'autres notaient  qu'« avec des textures étonnamment claires, des couleurs lumineuses et des tempos légers, Boulez obtient un son wagnérien inégalé […] La musique de Wagner n'a pas besoin d'être trouble pour être métaphysique ni massive pour être bouleversante. Boulez fait briller et étinceler l'orchestre du Festival de Bayreuth au son trop souvent bouffi. ». Le New York Times écrit : « Les détails de la partition émergent avec une clarté inattendue. À l'ouverture de La Walkyrie, Boulez minimise délibérément la ligne de basse, donnant à l'agitation agressive de la musique un caractère désincarné. Tout au long du Ring, les détails sont clairement articulés, sans trop insister sur les leitmotivs ».
La dernière représentation, en 1980, reçut 107 rappels et 90 minutes d'ovations,,.
Le critique musical du Times de Londres, William Mann, expliquait en 1980 :

« Il n'est pas difficile de comprendre pourquoi la vieille garde a réagi aussi violemment au Ring de Chéreau. Il se moquait d'institutions chéries et, entre autres, de l'institution chérie du saint art allemand qu'est le Festival de Bayreuth et l'œuvre de Richard Wagner. »

D'autant plus que le sacrilège était commis par des Français au cœur même de l'Allemagne.

## Postérité
Le Ring de Boulez et Chéreau demeure aujourd'hui une référence mythique,,,,.
Quarante ans après, il en reste une captation filmée par le réalisateur britannique Brian Large (en). Celle-ci a techniquement vieilli mais elle préserve ce moment unique de la vie artistique.

## Réalisation et distribution

### Réalisation
Direction du Festival de Bayreuth : Wolfgang Wagner
Direction musicale : Pierre Boulez
Mise en scène : Patrice Chéreau
Scénographie :  Richard Peduzzi
Costumes : Jacques Schmidt
Éclairages : André Diot

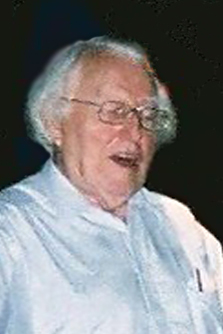
Wolfgang Wagner Directeur du Festival
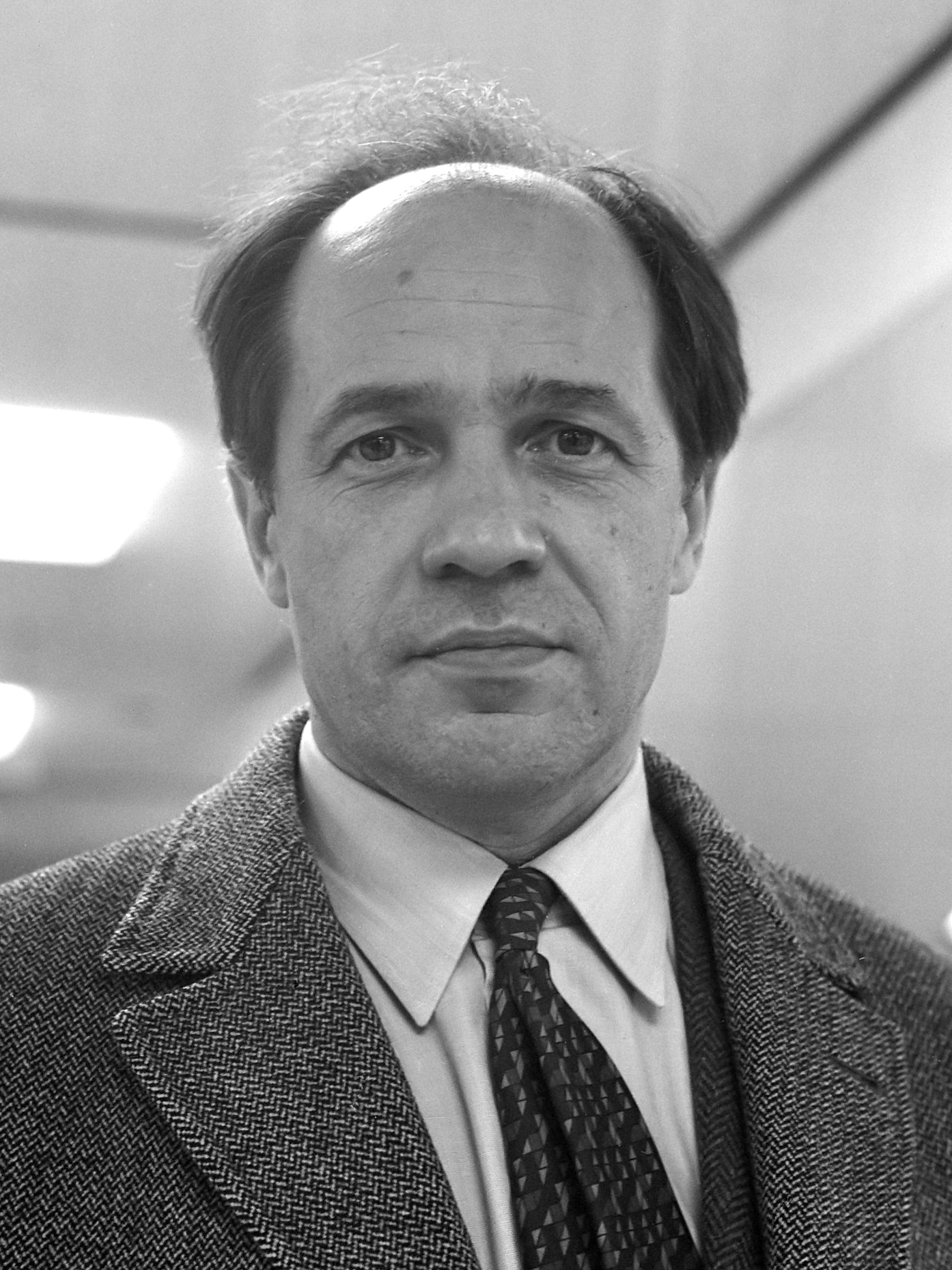
Pierre Boulez Chef d'orchestre
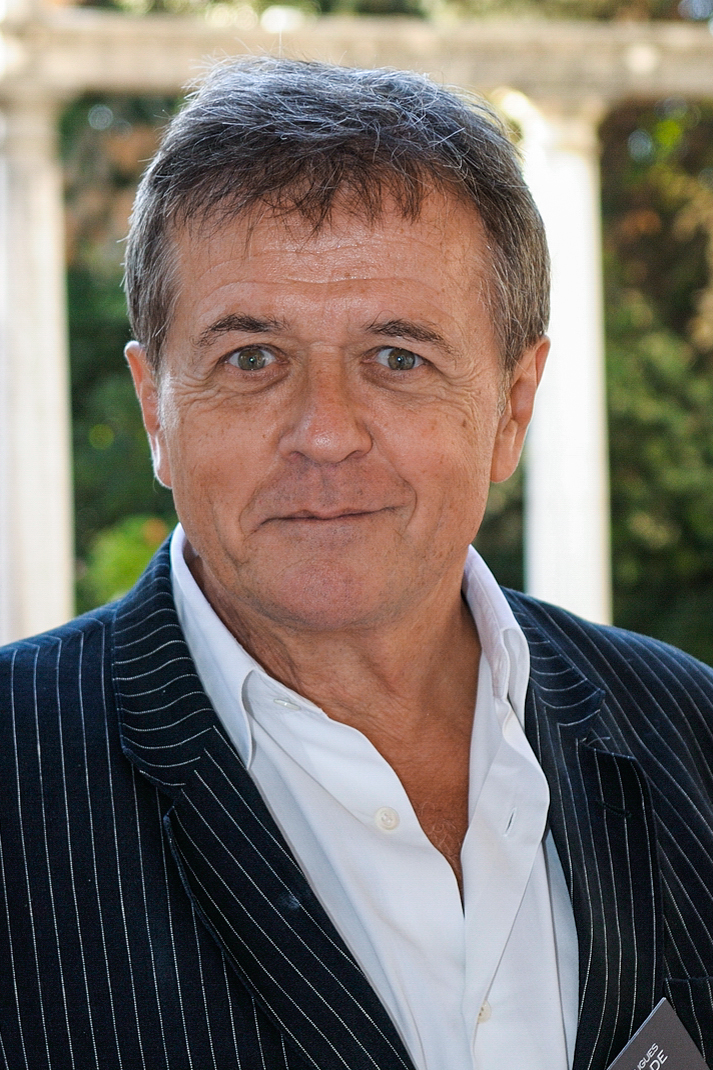
Patrice Chéreau Metteur en scène
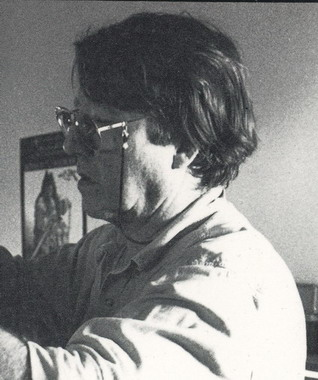
Jacques Schmidt Créateur des costumes

### Distribution
Liste des artistes distribuée dans le Ring Boulez-Chéreau de 1976 à 1980.
Les opéras où les rôles apparaissent sont notés : R : Das Rheingold - L'or du Rhin ; W : Die Walküre - La Walkyrie ; S : Siegfried - Siegfried ; G : Götterdämmerung - Le crépuscule des dieux .
| Rôle                             | Opéra | 1976                   | 1977                   | 1978                     | 1979                   | 1980                   |
| -------------------------------- | ----- | ---------------------- | ---------------------- | ------------------------ | ---------------------- | ---------------------- |
| Wotan                            | R W S | Donald McIntyre        | Donald McIntyre        | Donald McIntyre          | Donald McIntyre        | Donald McIntyre        |
| Donner                           | R     | Jerker Arvidson        | Martin Egel (de)       | Martin Egel (de)         | Martin Egel (de)       | Martin Egel (de)       |
| Froh                             | R     | Heribert Steinbach     | Siegfried Jerusalem    | Siegfried Jerusalem      | Siegfried Jerusalem    | Siegfried Jerusalem    |
| Loge                             | R     | Heinz Zednik           | Heinz Zednik           | Heinz Zednik             | Heinz Zednik           | Heinz Zednik           |
| Fricka                           | R W   | Yvonne Minton          | Eva Randová (en)       | Hanna Schwarz            | Hanna Schwarz          | Hanna Schwarz          |
| Freia                            | R     | Rachel Yakar           | Carmen Reppel          | Carmen Reppel            | Carmen Reppel          | Carmen Reppel          |
| Erda                             | R S   | Ortrun Wenkel          | Hanna Schwarz          | Ortrun Wenkel            | Ortrun Wenkel          | Ortrun Wenkel          |
| Alberich                         | R S G | Zoltán Kelemen         | Zoltán Kelemen         | Zoltán Kelemen           | Hermann Becht          | Hermann Becht          |
| Mime                             | R     | Wolf Appel (de)        | Wolf Appel (de)        | Helmut Pampuch           | Helmut Pampuch         | Helmut Pampuch         |
| Fasolt                           | R     | Matti Salminen         | Heikki Toivanen (de)   | Heikki Toivanen (de)     | Matti Salminen         | Matti Salminen         |
| Fafner                           | R S   | Bengt Rundgren (sv)    | Matti Salminen         | Matti Salminen           | Fritz Hübner           | Fritz Hübner           |
| Woglinde                         | R G   | Yoko Kawahara (en)     | Norma Sharp            | Norma Sharp              | Norma Sharp            | Norma Sharp            |
| Welgunde                         | R G   | Ilse Gramatzki         | Ilse Gramatzki         | Ilse Gramatzki           | Ilse Gramatzki         | Ilse Gramatzki         |
| Floßhilde                        | R G   | Adelheid Krauss        | Cornelia Wulkopf (de)  | Marga Schiml             | Marga Schiml           | Marga Schiml           |
| Sigmund                          | W     | Peter Hofmann          | Robert Schunk (de)     | Peter Hofmann            | Peter Hofmann          | Peter Hofmann          |
| Hunding                          | W     | Matti Salminen         | Matti Salminen         | Matthias Hölle (de)      | Matti Salminen         | Matti Salminen         |
| Sieglinde                        | W     | Hannelore Bode         | Hannelore Bode         | Hannelore Bode           | Jeannine Altmeyer      | Jeannine Altmeyer      |
| Brǔnnhilde                       | W S G | Gwyneth Jones          | Gwyneth Jones          | Gwyneth Jones            | Gwyneth Jones          | Gwyneth Jones          |
| Gerhilde                         | W     | Rachel Yakar           | Carmen Reppel          | Eva Johansson            | Carmen Reppel          | Carmen Reppel          |
| Ortlinde                         | W     | Irja Auroora           | Astrid Schirmer (en)   | Leah Frey-Rabine         | Karen Middleton        | Karen Middleton        |
| Waltraute                        | W     | Doris Soffel           | Gabriele Schnaut       | Silvia Herman            | Gabriele Schnaut       | Gabriele Schnaut       |
| Schwertleite                     | W     | Adelheid Krauss        | Patricia Payne         | Hitomi Katagiri          | Gwendolyn Killebrew    | Gwendolyn Killebrew    |
| Helmwige                         | W     | Katie Clarke           | Katie Clarke           | Eva-Maria Bundschuh (de) | Katie Clarke           | Katie Clarke           |
| Siegrune                         | W     | Alicia Nafé            | Cornelia Wulkopf (de)  | Linda Finnie (en)        | Marga Schiml           | Marga Schiml           |
| Grimgerde                        | W     | Ilse Gramatzki         | Ilse Gramatzki         | Uta Priew                | Ilse Gramatzki         | Ilse Gramatzki         |
| Rossweisse                       | W     | Elisabeth Glauser (en) | Elisabeth Glauser (en) | Hebe Dijkstra            | Elisabeth Glauser (en) | Elisabeth Glauser (en) |
| Siegfried                        | S     | René Kollo             | René Kollo             | René Kollo               | Manfred Jung           | Manfred Jung           |
| Mime                             | S     | Heinz Zednik           | Heinz Zednik           | Heinz Zednik             | Heinz Zednik           | Heinz Zednik           |
| Waldvogel (l'oiseau de la forêt) | S     | Yoko Kawahara (en)     | Norma Sharp            | Norma Sharp              | Norma Sharp            | Norma Sharp            |
| Siegfried                        | G     | Jess Thomas            | Manfred Jung           | Manfred Jung             | Manfred Jung           | Manfred Jung           |
| Gunther                          | G     | Jerker Arvidson        | Franz Mazura           | Franz Mazura             | Franz Mazura           | Franz Mazura           |
| Hagen                            | G     | Karl Ridderbusch       | Karl Ridderbusch       | Karl Ridderbusch         | Fritz Hübner           | Fritz Hübner           |
| Gutrune                          | G     | Irja Auroora           | Hannelore Bode         | Hannelore Bode           | Jeannine Altmeyer      | Jeannine Altmeyer      |
| Waltraute                        | G     | Yvonne Minton          | Yvonne Minton          | Yvonne Minton            | Gwendolyn Killebrew    | Gwendolyn Killebrew    |
| Première Norne                   | G     | Ortrun Wenkel          | Patricia Payne         | Patricia Payne           | Ortrun Wenkel          | Ortrun Wenkel          |
| Seconde Norne                    | G     | Dagmar Trabert         | Gabriele Schnaut       | Gabriele Schnaut         | Gabriele Schnaut       | Gabriele Schnaut       |
| Troisième Norne                  | G     | Hannelore Bode         | Katie Clarke           | Katie Clarke             | Katie Clarke           | Katie Clarke           |

- En 1976, des interprètes en alternance dans Götterdämmerung  furent Hans Sotin dans le rôle de Wotan[réf. nécessaire], Karl Ridderbusch en Hunding, Roberta Knie (en) en Brünnhilde et Bengt Rundgren (sv) en Hagen ;
- en 1977, Patrice Chéreau joua le rôle de Siegfried dans Siegfried parce que le chanteur René Kollo s'était cassé une jambe ;
- en 1978, Astrid Schirmer (en) interpréta le rôle de Sieglinde dans Die Walküre et Jean Cox (en) chanta la partition de Siegfried dans Siegfried.

## Discographie, vidéographie
- On trouve sur le marché des versions audio en CD d'occasion du Ring Boulez-Chéreau chez l'éditeur Philips à des prix à faire dresser les cheveux sur la tête. Réservé aux collectionneurs ou aux inconditionnels. L'intérêt du Ring du Centenaire résidant autant dans la mise en scène que dans l'interprétation musicale, mieux vaut, pour l'écoute, acquérir une bonne version récente et non "collector" à moindre prix.

- La captation de 1980 est éditée en DVD vidéo et Blue-Ray chez Unitel-Deutsche Grammophon (8 disques y compris le making-of).